# Britney Spears
Britney Jean Spears, född 2 december 1981 i McComb i Mississippi, är en amerikansk popsångare,  skådespelare och låtskrivare. Hon har sålt över 100 miljoner album och cirka 95 miljoner singlar världen över vilket gör henne till en av de mest säljande artisterna någonsin.

## Biografi

### Tidig karriär
Britney Jean Spears är dotter till James Parnell Spears och Lynne Spears. Hon föddes i McComb i Mississippi, men växte upp i Kentwood i Louisiana. Hon har en äldre bror, Bryan Spears, och en yngre syster, Jamie Lynn Spears.
Redan som fyraåring uppträdde Spears i förskolan där hon sjöng "What Child Is This?". Som åttaåring gjorde hon en audition för The Mickey Mouse Club men lyckades inte komma med, eftersom hon var för ung. Istället tillbringade hon sommaren i New York där hon spelade huvudrollen i pjäsen Ruthless. År 1992 ställde Spears upp i Star Search, men vann inte. Hon och hennes föräldrar bestämde sig då för att än en gång försöka med The Mickey Mouse Club och den här gången kom hon med. Hon medverkade i två år och lärde känna Christina Aguilera och Justin Timberlake. 
Efter att The Mickey Mouse Club lades ner 1995, bestämde sig Spears för att satsa på sången. En demoskiva som hon spelat in några år tidigare hamnade hos Jive Records, som bestämde att Spears skulle bli deras nästa stjärna.

### 1998–2001
I oktober 1998, då Spears var 16 år gammal, släppte hon sin debutsingel, "...Baby One More Time", som blev en storsäljare. Låten är skriven av Max Martin och inspelad i Cheiron-studion i Stockholm. Detta var starten på ett framgångsrikt samarbete mellan Max Martin och Britney Spears. Debutplattan med samma namn släpptes kort därpå och toppade listorna i USA och Kanada under sex veckors tid. Spears blev därmed den första kvinnliga artist att ha en debutsingel och ett album på Billboardlistans förstaplats samtidigt. Skivan har sålt i mer än 29 miljoner exemplar världen över.
I april 1999 väckte Spears uppståndelse när hon poserade i Lolita-inspirerade underkläder på omslaget till Rolling Stone Magazine. I mitten av samma år gav sig Spears ut på sin första egna turné, ...Baby One More Time Tour. I slutet av året hade Spears etablerat sig som en stor tonårsidol.
Britney Spears fick då en rad utmärkelser, bland annat Billboards "Female Artist of the Year" (1999) och American Music Awards Favorite Pop/Rock New Artist (2000). Hon var även nominerad till två Grammys i februari 2000. Hon framförde två av sina sånger på galan, men förlorade bland annat mot konkurrenten Christina Aguilera. 
Efter sin korta turné Crazy 2K Tour släppte Spears sitt andra album i maj 2000. Oops!... I Did it Again var namnet på såväl albumet som första singeln. Låten toppade listorna över hela världen. Skivan debuterade på första plats på Billboardlistan och sålde i 1,3 miljoner exemplar den första veckan. Skivan sålde sammanlagt i 24 miljoner exemplar och satte rekord för flest sålda album på en vecka av en kvinnlig artist.. Efter detta gav sig Spears ut på sin första världsturné, The Oops!... I Did It Again World Tour. Hon skrev också sin första bok tillsammans med sin mamma, Britney Spears's Heart-to-Heart som blev en storsäljare.[källa behövs] Samma år gjorde Spears ett framträdande på MTV Video Music Awards, där hon framförde Oops!... I Did It Again och (I Can't Get No) Satisfaction. På Grammy-galan samma år var hon återigen nominerad i två kategorier, men tog inte hem något av priserna.

### 2001–2004

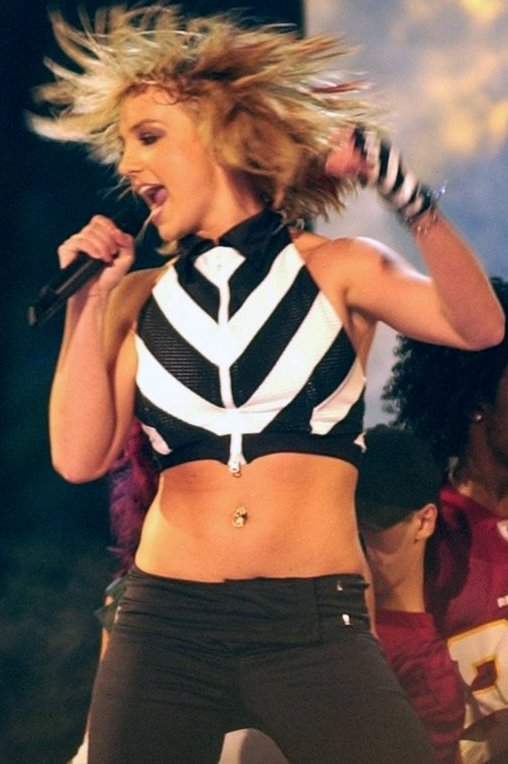
Britney Spears på scen 2003.

I början av 2001 skrev Spears ett kontrakt med Pepsi värt 7-8 miljoner US$. Hon släppte även sin andra bok Gåvan - en berättelse om en mors kärlek, även den skriven tillsammans med sin mor. 
I september uppträdde Spears återigen på MTV Video Music Awards. Hon framförde I'm A Slave 4 U. Singeln släpptes kort därefter och lade sig på topplistorna i många länder. I november samma år släpptes hennes tredje album Britney som även det lade sig på topplistorna och sålde 745 000 exemplar under första veckan och i fyra miljoner exemplar första året.[källa behövs] Skivan visade upp en mer utmanande Spears, hon började även själv att ta kontroll över låtskrivandet och produktionen. Strax efter releasen av Britney påbörjade hon USA-turnén The Dream Within a Dream Tour'.
År 2002 spelade Spears in sin första långfilm, Crossroads, som nådde nummer två på den amerikanska topplistan. Sånger från skivan Britney fanns med i filmen, där Spears spelar den unga småstadsflickan Lucy som ger sig iväg på en road trip tillsammans med några gamla vänner för att söka till en talangjakt i Los Angeles. I mars 2002 samma år gjorde Spears även slut med sin pojkvän sedan två år, Justin Timberlake. Samma år hade hon även en mindre cameo-roll i Austin Powers in Goldmember.
I juni 2002 var Britney Spears med och öppnade restaurangen NYLA, som är en akronym för New Yorks och Louisianas officiella förkortningar, i New York. Spears tyckte dock att medägaren skötte restaurangen för dåligt och drog sig ur samarbetet. Samma år nominerades hon för ytterligare en Grammy. Juli 2002 tog Spears en sex månaders lång paus från arbetet, dock så återkom hon redan i oktober 2002 då hon började spela in en ny skiva. Under MTV Video Music Awards 2003 uppträdde Spears med Madonna, Christina Aguilera och Missy Elliott. Under uppträdandet kysstes Madonna av Spears, vilket blev omskrivet i många nöjestidningar. 
I november 2003 släppte Spears sin fjärde skiva In the Zone. Första singeln "Me Against the Music" var en duett med Madonna. Spears var med och skrev åtta av skivans tretton låtar. Även In the Zone gick in på förstaplatsen på Billboardlistan och sålde bra i USA. Andra singeln från plattan, Toxic, som är producerad av Bloodshy & Avant, vann Spears sin första Grammy med i kategorin Best Dance Recording. Sammanlagt har In the Zone sålt mer än 10 miljoner exemplar.
Den 3 januari 2004 gifte sig Spears med barndomsvännen Jason Allen Alexander i Las Vegas efter några dagars nyårsfirande. Detta fick stort utrymme i media; äktenskapet upplöstes inom 55 timmar.
I mars 2004 gav sig Spears ut på ännu en världsturné, The Onyx Hotel Tour. Med sig hade hon framtida maken Kevin Federline (som vid tidpunkten var hennes bakgrundsdansare). Turnén drog in över 34 miljoner dollar, men Spears tvingades avbryta den i april då hon skadade knäet vid en videoinspelning och var tvungen att genomgå en operation. Spears och Federline förlovade sig i juli 2004 och gifte sig i september.I september släppte hon även sin första parfym Curious curious som skapats i samarbete med Elizabeth Arden.[källa behövs]
I november släppte Spears ett Greatest Hits-album vid namn Greatest Hits: My Prerogative. Skivan hamnade på fjärde plats på Billboard-listan i USA.

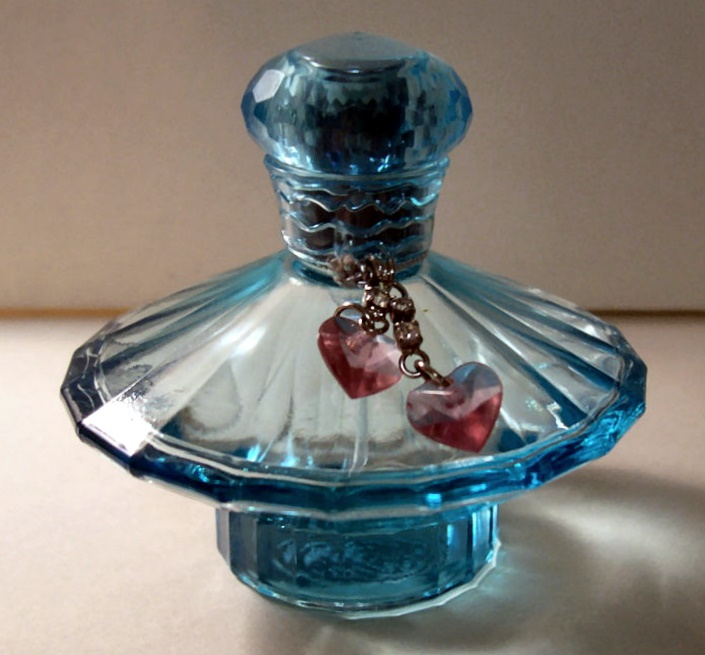
Britney Spears parfym "Curious" lanserad 2004.

### 2005–2006
I april 2005 meddelade Spears och Federline att paret väntade barn. Den 14 september 2005 föddes sonen Preston i Santa Monica. Efteråt gjorde den amerikanska skulptören Daniel Edwards en staty på Britneys förlossning av Preston som symboliserar Britneys val att föda barn framför hennes karriär. Edwards döpte skulpturen till "Monument to Pro-Life: The Birth of Sean Preston".  

Spears lanserade parfymen Fantasy i samarbete med  Elizabeth Arden  den 15 september 2005.[källa behövs] Den 22 november 2005 gav Spears ut ett remixalbum kallat B in the Mix: The Remixes.
Under 2006 gav Spears bland annat ut en ny parfym, In Control Curious, medverkade i den Emmy-belönade TV-serien Will & Grace samt inledde arbetet med en ny skiva.
I maj 2006 meddelade Spears i en intervju i David Lettermans Late Show att hon väntade sitt andra barn. Höggravida Britney Spears gjorde då en "Demi Moore" och poserade naken för tidningen Vanity Fair i juni 2006. Spears födde sitt andra barn Jayden natten till den 12 september 2006. 7 november 2006 ansökte Spears om skilsmässa, som fullbordades 29 mars 2007.

### 2007
Den 1 oktober 2007 fick Kevin Federline tillfällig vårdnad om parets båda gemensamma söner, då Spears ansågs vara psykiskt sjuk och inte lämplig att ta hand om sina barn.
Spears femte studioalbum Blackout var tänkt att släppas världen över den 12 november 2007, men eftersom alla låtar redan hade läckt ut på internet släpptes det den 30 oktober 2007. Spears uppträdde på MTV Video Music Awards 2007 där hon framförde nya singeln Gimme More.

### 2008
I början av 2008 blev Spears nya album Blackout en storsäljare; låtar som "Piece of Me" och "Gimme More" blev hits världen över.[källa behövs] I mars 2008 medverkade Spears i ett avsnitt av komediserien How I Met Your Mother, som hon fick positiv kritik för och avsnittet fick mycket höga tittarsiffror.
Mellan februari 2008 och november 2021 var hon omyndigförklarad på grund av drogproblem och ett psykiskt sammanbrott. Hennes far, James Spears, var hennes förmyndare, men även en domstol hjälpte till att fatta alla större beslut.
I september 2008 inledde Spears "MTV Video Music Awards" med en sketch och tilldelades en "VMA Award" (Moon-man) i kategorierna "Best Female Video", "Best Pop Video" samt "Video of the Year". Den 15 september meddelade Jive Records att Spears skulle ge ut sitt sjätte studioalbum Circus den 2 december samma år.
I oktober gick "Womanizer" upp på första platsen på Billboardlistan. Spears hade då inte legat på första plats sedan "...Baby One More Time". Hon gick ifrån en 96:e plats till 1:a på en vecka. I slutet av november gavs en dokumentär om Spears ut, Britney Spears: For The Record. "Womanizer" gavs ut i Europa i november 2008 och gick in på 4:e plats i England. Hon vann Album of the year och Act of 2008 på 2008 års EMA. Hon uppträdde också på Madonnas sista konsert för året samt The X Factor.
Den 2 december gavs hennes sjätte studioalbum, Circus ut. Spears blev bästa kvinnliga soloartist på Trackslistans årslista för 2008.

### 2009
Britney Spears stannade två veckor i Sverige under sin Europaturné 2009. Spears genomförde två utsålda konserter i Sverige 13 och 14 juli 2009. Spears började återigen turnera i Nordamerika efter sin Europaturné och avslutade comeback-turnén i Australien.
Under tiden Spears var på turné släppte hon även en singel från albumet Circus, "If U Seek Amy", som är producerad av Max Martin. Videon fick positivt mottagande och låten blev en succé. Men i USA orsakade låten uppror bland föräldrar som påstod att "If U Seek Amy" kan tolkas som "Fuck Me". Låtens namn ändrades till "If U See Amy" och spelades bara efter klockan 18.00 på amerikanska radiostationer.[källa behövs]
I början av juli släppte Spears musikvideon till sin singel "Radar". I september bekräftade Billboard att Spears skulle ge ut ett nytt samlingsalbum med namnet The Singles Collection. Datum för släppet var den 27 oktober i USA. Spears gav ut singeln "3" som är producerad av Max Martin, och singeln gick direkt in på top 1 på Billboard Hot 100. Under hösten designade Britney Spears kläder till klädbutiken Candie's.
Under 2009 bildas också #FreeBritney-rörelsen av fans som uttrycker oro kring förmyndarskapet, med stöd av flera kändisar som Miley Cyrus, ex-pojkvännen Justin Timberlake och Courtney Love.

### 2010
I början av året bekräftade Jive Records att Spears hade börjat spela in sitt sjunde studioalbum. Max Martin och Dr Luke var producenter. Spears företrädare bekräftade att hon dejtade sin agent Jason Trawick, och att de hade beslutat att avsluta sin professionella relation, för att fokusera på sin personliga relation. Spears designade en begränsad klädkollektion för Candie's. Den lanserades i juli. Den 28 september gästade Spears Glee där hon spelade sig själv. Avsnittet med titeln "Britney/Brittany" var ett hyllningsprogram till Spears. Avsnittet fick seriens högsta tittarsiffror någonsin.
Den 2 december 2010 meddelade Spears via sitt Twitter-konto att hennes nya album skulle släppas i mars 2011.

### 2011

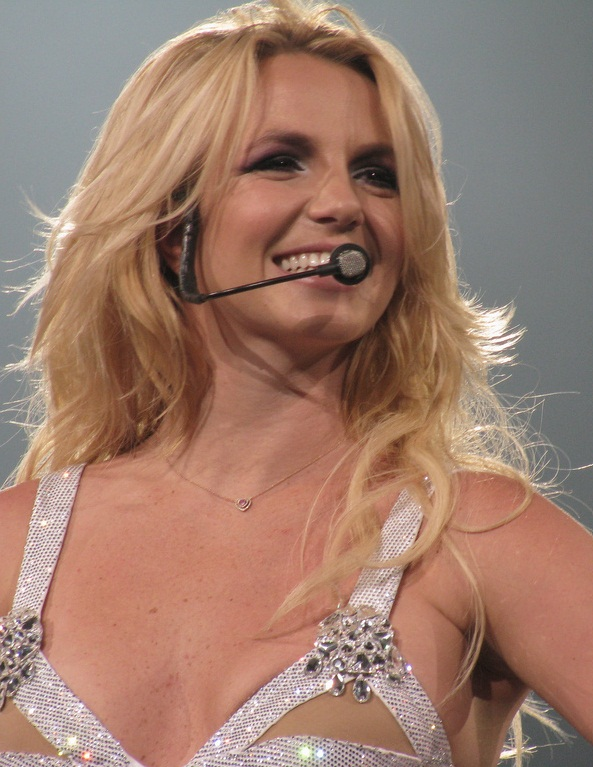
Britney Spears under Femme Fatale-turnén 2011.

Den 10 januari 2011 släpptes låten "Hold It Against Me" på radio. Den spelades mycket under senare hälften av januari och det såldes många digitala kopior på Itunes.[källa behövs] Den 24–25 januari spelade Spears in musikvideon till "Hold it Against me", regisserad av Jonas Åkerlund och Stakka Bo. Musikvideon hade premiär den 17 februari. "Hold It Against Me" slog rekord som en av sex låtar som någonsin debuterat inom Top 10 på Billboard Pop Song på bara två veckor.[källa behövs] Den senaste artisten som lyckades med detta var Eminem med "Just Lose It" under 2004. I mitten av januari återanställde Spears sin nuvarande[när?] pojkvän Jason Trawick från William Morris Endeavor som sin agent.
Albumet Femme Fatale släpptes den 25 mars. Musikvideon till "Till the world ends" släpptes 6 april. Britney gjorde även musikvideor till singlarna "I Wanna Go" och "Criminal".
Den 11 april släppte Spears tillsammans med Rihanna en remix av låten "S&M". Den 13 april kom låten upp på plats nummer 1 på Itunes.[källa behövs] Remixen av "S&M" blev Spears femte låt att debutera som nummer ett på Billboardlistan.
Den 16 december 2011 bekräftade Spears sin förlovning med Jason Trawick, sin före detta manager.

### 2012
Britney Spears var 2012 domare i den amerikanska versionen av The X Factor. År 2012 gjorde Spears även reklam för spelet Twister Dance.
Den 19 november 2012 släppte Will.I.Am en singel från sitt kommande album Willpower där Spears medverkar på låten "Scream & Shout". Musikvideon premiärvisades under ett avsnitt av The X Factor i USA den 28 november. Dagen efter premiären var låten etta på Itunes i 17 länder.
I slutet av året 2012 bekräftade Spears att hon håller på att göra sitt åttonde studioalbum. Albumet är tänkt att komma ut under 2013.[källa behövs]

### 2013
Den 25 januari släppte Britney Spears Scream And Shout remix bland annat med Will.I.Am, videon kom ut senare i februari. Spears släppte singeln "Ooh La La" den 17 juni, den är ledmotivet till filmen Smurfs 2. Den 16 september släpptes singeln Work Bitch. Work Bitch är första singeln från hennes åttonde studioalbum Britney Jean.
I Slutet av Oktober släpptes Britney sin andra singel Perfume.
Den 29 oktober läcktes Britney Spears album Britney Jean ut på internet. Albumet var tänkt att släppas den 3 december.
Den 27 december hade Spears sin första show i Las Vegas med hennes "Britney: Piece of me" show.

### 2014
Den 8 januari vann Britney Spears pris som bästa popartist under People's Choice Awards som hölls  i Los Angeles. I augusti 2014 meddelade hon att hon förnyat sitt kontrakt med RCA (hennes skivbolag) samt att hon börjat skriva och spela in musik till sitt nästa album.  I augusti 2014 meddelade Spears via Twitter att hon skulle släppa en underklädeskollektion "The Intimate Britney Spears".

### 2015
I mars 2015 bekräftade tidningen People Magazine att Spears skulle släppa nya singeln, "Pretty Girls", tillsammans med Iggy Azalea, den 4 maj 2015. Spears och Azalea uppträdde med låten under Billboard music awards 2015 från AXIS Theatre där Britney uppträder regelbundet med sin Las Vegas show "Britney: Piece of me". Britney släppte även en cover av "Tom's Diner" den 16 juni. Låten fanns med på Giorgio Moroder album, Deja Vu. 
I november 2015 gästade Spears tv-serien "Jane the Virgin". 

### 2016
Under 2016 bekräftade Spears genom sociala medier att hon under en viss tid jobbat med kommande nionde studioalbum. Den första mars bekräftade V Magazine att Britney skulle vara på förstasidan av deras hundrade upplaga. Tidningen kom ut den åttonde mars 2016. 
I maj 2016 lanserade hon sin egen spel-app, Britney Spears: American dream, för Android och IOS. Appen är skapad av Glu Mobile.
Den 22 maj uppträdde Britney Spears med ett medley av sina hits under Billboard music awards 2016. På galan vann hon även priset "Billboard Millennium Award".
Den 14 juli 2016 kom hennes nya singel "Make me..." från hennes kommande nionde studioalbum. Singeln gästas av amerikanska rapparen G-easy.
Den 3 augusti 2016 meddelade Spears att hennes album Glory skulle ges ut 26 augusti.

### 2019–
I maj beslutade domaren Brenda Penny att förmyndarskapet över Britney Spears skulle följas upp och utvärderas.
I augusti 2020 återupptog Spears sin kamp emot sin egen far som förmyndare. Istället ville hon att förmyndarskapet skulle överlämnas till Jodi Montgomery, som varit tillfällig förmyndare för Spears sedan hennes far avsagt sig ansvaret under en period på grund av hälsoproblem. Dock ville Spears fortsatt att förmyndarskapet skulle avslutas helt.
I september 2021 fråntogs Jamie Spears förmyndarskapet över sin dotter Britney efter beslut i en domstol i Los Angeles. En ny tillfällig förmyndare utsågs för några månader. Enligt Britney Spears advokat Mathew Rosengård var stödet från ”#freebritney-rörelsen” avgörande. I november upphävdes förmyndarskapet helt vilket innebär att Britney har återfått kontrollen över sitt liv och sin egendom.
I början av augusti 2022 meddelades att Britney Spears och Elton John gemensamt ger ut en singel med titeln "Hold Me Closer". Låten är en remix av Elton Johns "Tiny Dancer".
I september bröt Britney Spears tystnaden om överförmyndarskapet under 13 år och beskrev det som ett elände att arbeta som en ”robot som var under direkt kontroll av sin far”.

## Diskografi

### Studioalbum
| År   | Albuminformation                                    | Toppnoteringar | Toppnoteringar | Toppnoteringar | Toppnoteringar | Toppnoteringar | Toppnoteringar | Toppnoteringar | Toppnoteringar | Toppnoteringar | Toppnoteringar | Certifikat                                                 |
| År   | Albuminformation                                    | US             | CAN            | AUS            | UK             | FRA            | GER            | IRE            | SWE            | ITA            | JAP            | Certifikat                                                 |
| ---- | --------------------------------------------------- | -------------- | -------------- | -------------- | -------------- | -------------- | -------------- | -------------- | -------------- | -------------- | -------------- | ---------------------------------------------------------- |
| 1999 | ...Baby One More Time - Släppt: 12 januari 1999     | 1              | 1              | 2              | 2              | 4              | 1              | 1              | 10             | 1              | 9              | - Antal sålda ex: 32 miljoner - Certifiering: 14× Platinum |
| 2000 | Oops!… I Did It Again - Släppt: 16 maj 2000         | 1              | 1              | 2              | 2              | 1              | 1              | 1              | 1              | 1              | 1              | - Antal sålda ex: 25 miljoner - Certifiering: 10× Platinum |
| 2001 | Britney - Släppt: 6 november 2001                   | 1              | 1              | 4              | 4              | 2              | 1              | 8              | 6              | 10             | 4              | - Antal sålda ex: 16 miljoner - Certifiering: 4× Platinum  |
| 2003 | In the Zone - Släppt: 18 november 2003              | 1              | 3              | 10             | 13             | 1              | 2              | 1              | 8              | 16             | 3              | - Antal sålda ex: 12 miljoner - Certifiering: 2× Platinum  |
| 2007 | Blackout - Släppt: 30 oktober 2007                  | 2              | 1              | 3              | 2              | 2              | 10             | 1              | 11             | 6              | 4              | - Antal sålda ex: 4,1 miljoner - Certifiering: Platinum    |
| 2008 | Circus - Släppt: 2 december 2008                    | 1              | 1              | 3              | 4              | 3              | 1              | 2              | 19             | 1              | 1              | - Antal sålda ex: 5,1 miljoner - Certifiering: Platinum    |
| 2011 | Femme Fatale - Släppt: 25 mars 2011                 | 1              | 1              | 1              | 1              | 1              | 1              | 1              | 1              | 1              | 1              | - Antal sålda ex: 2,5 miljoner - Certifiering: Platinum    |
| 2013 | Britney Jean - Släppt: 3 december 2013              |                |                |                |                |                |                |                |                |                |                | - Antal sålda ex: - Certifiering:                          |
| 2016 | Glory - 9:e studioalbumet - Släppt: 26 augusti 2016 |                |                |                |                |                |                |                |                |                |                |                                                            |

### Andra album
| År   | Albuminformation                                        | Toppnoteringar | Toppnoteringar | Toppnoteringar | Toppnoteringar | Toppnoteringar | Toppnoteringar | Toppnoteringar | Toppnoteringar | Toppnoteringar | Toppnoteringar | Certifikat                                            |
| År   | Albuminformation                                        | US             | CAN            | AUS            | UK             | FRA            | GER            | IRE            | SWE            | ITA            | JAP            | Certifikat                                            |
| ---- | ------------------------------------------------------- | -------------- | -------------- | -------------- | -------------- | -------------- | -------------- | -------------- | -------------- | -------------- | -------------- | ----------------------------------------------------- |
| 2004 | Greatest Hits: My Prerogative - Släppt: 9 november 2004 | 4              | 3              | 4              | 2              | 1              | 4              | 1              | 14             | 7              | 1              | - Antal sålda ex: 6 miljoner - Certifiering: Platinum |
| 2005 | B in the Mix: The Remixes - Släppt: 22 november 2005    | 134            | -              | -              | 98             | 32             | -              | -              | -              | 59             | -              | - Antal sålda ex: 1 miljon                            |
| 2009 | The Singles Collection - Släppt: 24 november 2009       |                |                |                |                |                |                |                |                |                |                | - Antal sålda ex: 1 miljon - Certifiering:            |

### Singlar
| År   | Singel                                     | Album                         | Toppnoteringar | Toppnoteringar | Toppnoteringar | Toppnoteringar | Toppnoteringar | Toppnoteringar | Toppnoteringar | Toppnoteringar | Toppnoteringar | Toppnoteringar | Toppnoteringar |
| År   | Singel                                     | Album                         | Världslistan   | USA            | UK             | KAN            | AUS            | TYS            | FRA            | IRL            | ITA            | NZ             | SVE            |
| ---- | ------------------------------------------ | ----------------------------- | -------------- | -------------- | -------------- | -------------- | -------------- | -------------- | -------------- | -------------- | -------------- | -------------- | -------------- |
| 1999 | "...Baby One More Time"                    | ...Baby One More Time         | 1              | 1              | 3              | 1              | 1              | 1              | 1              | 1              | 1              | 1              | 1              |
| 1999 | "Sometimes"                                | ...Baby One More Time         | 5              | 21             | 3              | 7              | 2              | 6              | 1              | 3              | 7              | 1              | 3              |
| 1999 | "(You Drive Me) Crazy"                     | ...Baby One More Time         | 1              | 10             | 5              | 3              | 1              | 4              | 2              | 3              | 8              | 5              | 1              |
| 1999 | "Born to Make You Happy"                   | ...Baby One More Time         | 1              | —              | 1              | –              | —              | 3              | 9              | 1              | 8              | —              | 1              |
| 2000 | "From the Bottom of My Broken Heart"       | ...Baby One More Time         | —              | 14             | 178            | 25             | 3              | —              | —              | —              | —              | 2              | —              |
| 2000 | "Oops!… I Did It Again"                    | Oops!… I Did It Again         | 1              | 9              | 1              | 1              | 2              | 2              | 1              | 1              | 1              | 1              | 1              |
| 2000 | "Lucky"                                    | Oops!… I Did It Again         | 2              | 23             | 5              | 2              | 3              | 1              | 1              | 2              | 8              | 4              | 1              |
| 2000 | "Stronger"                                 | Oops!… I Did It Again         | 3              | 11             | 7              | 9              | 1              | 4              | 2              | 6              | 1              | 1              | 4              |
| 2001 | "Don't Let Me Be the Last to Know"         | Oops!… I Did It Again         | 10             | –              | 12             | 34             | —              | 1              | 1              | 12             | 29             | —              | 7              |
| 2001 | "I'm a Slave 4 U"                          | Britney                       | 5              | 27             | 4              | 8              | 7              | 3              | 8              | 6              | 4              | 1              | 1              |
| 2002 | "Overprotected"                            | Britney                       | 6              | 86             | 4              | 22             | 1              | 1              | 1              | 7              | 3              | —              | 2              |
| 2002 | "I'm Not a Girl, Not Yet a Woman"          | Britney                       | 6              | –              | 2              | –              | 7              | 1              | 2              | 3              | 1              | 4              | 4              |
| 2002 | "I Love Rock 'N' Roll"                     | Britney                       | 3              | —              | 13             | 33             | 1              | 7              | —              | —              | 2              | —              | 1              |
| 2002 | "Anticipating"                             | Britney                       | —              | —              | —              | —              | —              | —              | 3              | —              | —              | —              | —              |
| 2002 | "Boys" (featuring Pharrell)                | Britney                       | 1              | –              | 7              | 21             | 1              | 1              | 5              | —              | 3              | 3              | 1              |
| 2003 | "Me Against the Music" (featuring Madonna) | In the Zone                   | 1              | 35             | 2              | 2              | 1              | 5              | 5              | 1              | 2              | 2              | 3              |
| 2004 | "Toxic"                                    | In the Zone                   | 1              | 9              | 1              | 1              | 1              | 4              | 3              | 1              | 4              | 2              | 2              |
| 2004 | "Everytime"                                | In the Zone                   | 1              | 15             | 1              | 2              | 1              | 4              | 2              | 1              | —              | —              | 3              |
| 2004 | "Outrageous"                               | In the Zone                   | —              | 79             | —              | —              | —              | —              | —              | —              | —              | —              | —              |
| 2004 | "My Prerogative"                           | Greatest Hits: My Prerogative | 4              | –              | 3              | 18             | 7              | 3              | 1              | 1              | 1              | 1              | 6              |
| 2005 | "Do Somethin'"                             | Greatest Hits: My Prerogative | 1              | 100            | 6              | 70             |                | 1              | 7              | 4              | —              | —              | 1              |
| 2005 | "Someday (I Will Understand)"              | Britney & Kevin: Chaotic      | —              | —              | —              | —              | —              | 2              | —              | 5              | —              | —              | 10             |
| 2007 | "Gimme More"                               | Blackout                      | 2              | 3              | 3              | 1              | 3              | 7              | 5              | 2              | 2              | 1              | 2              |
| 2007 | "Piece of Me"                              | Blackout                      | 6              | 18             | 2              | 5              | 2              | 7              | —              | 1              | 5              | 4              | 9              |
| 2008 | "Break the Ice"                            | Blackout                      | 2              | 43             | 15             | 9              | 2              | 2              | —              | 7              | —              | 2              | 1              |
| 2008 | "Womanizer"                                | Circus                        | 1              | 1              | 3              | 1              | 5              | 4              | 1              | 2              | 7              | 9              | 1              |
| 2008 | "Circus"                                   | Circus                        | —              | 3              | 13             | 2              | 6              | 1              | —              | 1              | —              | 4              | 6              |
| 2009 | "If U Seek Amy"                            | Circus                        | —              | 19             | 20             | 13             | 1              | —              | 1              | 1              | —              | 1              | 1              |
| 2009 | "Radar"                                    | Circus                        | 2              | 88             | 46             | 65             | 1              | 5              | 4              | 1              | 7              | 4              | 2              |
| 2009 | "3"                                        | The Singles Collection        | 1              | 1              | 7              | 1              | 1              | 1              | 1              | 1              | 1              | 1              | 1              |
| 2011 | "Hold It Against Me"                       | Femme Fatale                  | 1              | 1              | 6              | 1              | 1              | 1              | 1              | 1              | 1              | 1              | 1              |
| 2011 | "Till The World Ends"                      | Femme Fatale                  | 2              | 3              | 21             | 4              | -              | -              | -              | -              | -              | -              | 1              |
| 2011 | "S&M (Remix)" Featuring Rihanna            | S&M (Remix)                   | 1              | 1              | 3              | 1              |                |                |                |                |                |                | 1              |
| 2011 | "I Wanna Go"                               | Femme Fatale                  | -              | 7              | 111            | 5              | -              | -              | -              | -              | -              | -              | 30             |
| 2011 | "Criminal"                                 | Femme Fatale                  | -              | 55             | —              | 16             | -              | -              | -              | -              | -              | -              | 36             |
| 2013 | "Ooh La La"                                | Britney Jean                  |                | 54             | 72             | 37             |                |                |                |                |                |                |                |
| 2013 | "Work Bitch"                               | Britney Jean                  | 1              | 13             | 7              | 5              | 1              | 1              | 1              | 1              | 1              | 1              | 1              |
| 2013 | ""Perfume"                                 | Britney Jean                  | –              | 78             | –              | 70             | 61             | 78             | 34             | 36             | –              | —              | —              |

## DVD
- 1999: Time Out with Britney Spears
  - Releasedatum: 29 november 1999
  - Position USA: #7
  - Första DVD
  - Certifikat:

- 2000: Live and More!
  - Releasedatum: 21 november 2000
  - Position USA: #4
  - Första Live DVD

- 2001: Britney: The Videos
  - Releasedatum: 20 november 2001
  - Position USA: #1 (2 veckor)
  - Andra Live DVD

- 2002: Live from Las Vegas
  - Releasedatum: 22 januari 2002
  - Position USA: #1 (6 veckor)
  - Tredje Live DVD
  - Certifikat:

- 2004: In the Zone
  - Releasedatum: 6 april 2004
  - Position USA: #1 (1 vecka)
  - Fjärde Live DVD

- 2004: Greatest Hits: My Prerogative
  - Releasedatum: 9 november 2004
  - Position USA: #1 (3 veckor)
  - Första Greatest hits DVD

- 2005: Britney & Kevin: Chaotic
  - Releasedatum: 27 september 2005
  - Position USA: #1 (1 vecka)
  - Första Reality TV DVD